# Temporada 1953-54 de los Fort Wayne Pistons
La temporada 1953-54 fue la sexta de los Fort Wayne Pistons en la NBA. La temporada regular acabó con 40 victorias y 32 derrotas, clasificándose para los playoffs, en los que cayeron en la liguilla de semifinales de división ante los Minneapolis Lakers y los Rochester Royals.

## Elecciones en elDraft
| Ronda | Puesto | Jugador        | Posición | Nacionalidad   | Universidad         |
| ----- | ------ | -------------- | -------- | -------------- | ------------------- |
| 1     | 3      | Jack Molinas   | Alero    | Estados Unidos | Columbia            |
| 2     | 11     | George Glasgow | Base     | Estados Unidos | Fairleigh Dickinson |

## Temporada regular
| División Oeste       | División Oeste | División Oeste | División Oeste | División Oeste | División Oeste | División Oeste | División Oeste | División Oeste |
| Equipo               | G              | P              | %              | PD             | Casa           | Fuera          | Neutral        | Div            |
| -------------------- | -------------- | -------------- | -------------- | -------------- | -------------- | -------------- | -------------- | -------------- |
| x-Minneapolis Lakers | 46             | 26             | .639           | –              | 20–4           | 13–15          | 13–7           | 19–13          |
| x-Rochester Royals   | 44             | 26             | .629           | 2              | 18–10          | 12–15          | 14–3           | 22–10          |
| x-Fort Wayne Pistons | 40             | 32             | .556           | 6              | 19–8           | 11–17          | 10–7           | 17–15          |
| Milwaukee Hawks      | 21             | 51             | .292           | 25             | 11–14          | 5–17           | 6–20           | 6–26           |

## Playoffs

### Liguilla de semifinales de División
| Equipo             | Ganados | Perdidos |
| ------------------ | ------- | -------- |
| Minneapolis Lakers | 3       | 0        |
| Rochester Royals   | 2       | 1        |
| Fort Wayne Pistons | 0       | 4        |

## Estadísticas
| Rk | Jugador        | Edad | P  | PT | MP   | TC  | TCI  | %TC  | 3P | 3PI | %3P | TL  | TLI | %TL  | RO | RD | RT   | AS  | RB | TAP | BP | FP  | PTS  |
| 1  | Larry Foust    | 25   | 72 |    | 37.4 | 5.2 | 12.8 | .409 |    |     |     | 4.7 | 6.6 | .712 |    |    | 13.4 | 2.2 |    |     |    | 3.6 | 15.1 |
| 2  | Jack Molinas   | 22   | 32 |    | 29.9 | 3.6 | 9.1  | .390 |    |     |     | 4.4 | 5.8 | .759 |    |    | 7.1  | 1.6 |    |     |    | 2.6 | 11.6 |
| 3  | Max Zaslofsky  | 28   | 45 |    | 25.9 | 3.9 | 10.1 | .382 |    |     |     | 3.3 | 4.7 | .693 |    |    | 2.0  | 2.2 |    |     |    | 2.2 | 11.0 |
| 4  | Andy Phillip   | 31   | 71 |    | 38.1 | 3.6 | 9.6  | .375 |    |     |     | 3.4 | 4.6 | .730 |    |    | 3.7  | 6.3 |    |     |    | 2.9 | 10.6 |
| 5  | Mel Hutchins   | 25   | 72 |    | 40.8 | 4.1 | 10.2 | .401 |    |     |     | 2.1 | 3.1 | .677 |    |    | 9.7  | 2.9 |    |     |    | 3.2 | 10.3 |
| 6  | George Yardley | 25   | 63 |    | 23.6 | 3.3 | 7.8  | .425 |    |     |     | 2.3 | 3.3 | .712 |    |    | 6.5  | 1.6 |    |     |    | 2.6 | 9.0  |
| 7  | Fred Scolari   | 31   | 64 |    | 24.8 | 2.5 | 7.7  | .324 |    |     |     | 2.3 | 2.8 | .800 |    |    | 2.2  | 2.0 |    |     |    | 2.4 | 7.2  |
| 8  | Frankie Brian  | 30   | 64 |    | 15.2 | 2.1 | 5.5  | .375 |    |     |     | 2.1 | 2.8 | .753 |    |    | 1.2  | 1.4 |    |     |    | 1.6 | 6.3  |
| 9  | Monk Meineke   | 23   | 71 |    | 20.6 | 1.9 | 5.5  | .344 |    |     |     | 1.9 | 2.4 | .805 |    |    | 5.2  | 1.1 |    |     |    | 3.0 | 5.7  |
| 10 | Fred Schaus    | 28   | 23 |    | 11.8 | 1.1 | 2.7  | .397 |    |     |     | 1.7 | 2.2 | .760 |    |    | 2.2  | 0.9 |    |     |    | 1.5 | 3.8  |
| 11 | Ken Murray     | 25   | 49 |    | 10.8 | 1.1 | 4.0  | .272 |    |     |     | 0.9 | 1.2 | .717 |    |    | 1.3  | 1.1 |    |     |    | 1.2 | 3.0  |
| 12 | Chuck Share    | 26   | 21 |    | 7.4  | 0.4 | 1.7  | .257 |    |     |     | 0.9 | 1.4 | .600 |    |    | 3.0  | 0.5 |    |     |    | 1.2 | 1.7  |
| 13 | Zeke Sinicola  | 25   | 9  |    | 3.7  | 0.4 | 1.8  | .250 |    |     |     | 0.3 | 0.7 | .500 |    |    | 0.1  | 0.3 |    |     |    | 0.9 | 1.2  |
| 14 | Leo Barnhorst  | 29   | 17 |    | 10.9 | 0.7 | 3.4  | .211 |    |     |     | 0.3 | 0.4 | .833 |    |    |      | 0.7 |    |     |    | 1.8 | 1.7  |